# Michael Gallagher (Radsportler, 1978)
Michael Gallagher OAM (* 14. Dezember 1978 in Whitburn, Schottland) ist ein ehemaliger australischer Behindertenradsportler.

## Sportlicher Werdegang
Michael Gallagher wurde 2007 Dritter bei einer Etappe der Top End Tour und Zweiter beim Mount William Road Classic. Im nächsten Jahr gewann er bei den Sommer-Paralympics in Peking auf der Bahn die Goldmedaille in der Einerverfolgung der Klasse LC1 und auf der Straße gewann er die Bronzemedaille im Straßenrennen der Klasse LC1/LC2/CP4. Seit 2010 fährt Gallagher für das rumänische Tusnad Cycling Team. Dort fuhren 2010 auch Jiří Ježek und Carol Eduard Novak, die bei den Paralympics 2008 auch beide Medaillengewinner wurden.
Bei den UCI-Paracycling-Bahnweltmeisterschaften 2015 wurde Gallagher Weltmeister (C5) in der Einerverfolgung, im Scratch errang er Bronze.
Für seine Verdienste um den Sport als Goldmedaillengewinner bei den Paralympischen Spielen 2008 in Peking wurde er 2009 mit der Medaille des Order of Australia ausgezeichnet.

## Doping
Im August 2016 wurde Gallagher von Cycling Australia und dem Australian Paralympic Committee suspendiert, weil eine Dopingprobe vom Juli positiv auf EPO getestet worden war. Die Suspendierung trat ab sofort in Kraft, so dass Gallagher nicht bei den Sommer-Paralympics 2016 in Rio de Janeiro an den Start gehen konnte.
Die sportliche Laufbahn von Gallagher war damit beendet. Er ging in seinen ursprünglichen Beruf als Gebäudeschätzer zurück.

## Erfolge

### Straße
2008
- Paralympics – Straßenrennen (Klasse LC1/LC2/CP4)

### Bahn
2008
- Paralympics – Einerverfolgung Bahn (Klasse LC1)

2011
- Weltmeister – Einerverfolgung (Klasse C5)

2012
- Paralympics – Einerverfolgung Bahn (Klasse C5)
- Paralympics – Einzelzeitfahren Straße (Klasse C5)

2015
- Weltmeister – Einerverfolgung (Klasse C5)
- 3. Platz WM – Scratch (Klasse C4-5)

## Teams
- 2010 Tusnad Cycling Team